# Église Saint-Pierre-et-Paul d'Hohatzenheim
Pour les articles homonymes, voir Église Saint-Pierre-et-Saint-Paul.
L'église Saint-Pierre-et-Paul est une église catholique située à Hohatzenheim, en France.

## Localisation
L'église est située dans le département français du Bas-Rhin, sur la commune de Hohatzenheim, nichée sur la première colline du Kochersberg.

## Historique
Construite à l'emplacement d'un ancien temple romain et d'un sanctuaire du VIIIe siècle, l’église actuelle date du dernier quart du XIIe et du moyen XIIe siècle. C'est la période salienne, deuxième âge roman. L'intérieur est très conservatif, presque ottonien, mais sur les façades occidentales il y a déjà des traceries primitives.
L’église a été classée au titre des monuments historiques en 1898. Elle fut la propriété de l'abbaye de Marmoutier puis de l'abbaye de Neuwiller-lès-Saverne.

## Pèlerinage
Ce lieu de pèlerinage est dédié depuis le XIe siècle à la Vierge douloureuse que la piéta du XVe siècle visible dans l’église honore parfaitement.
Depuis 1909, l’église et le pèlerinage sont confiés aux Franciscains et dépendent de l’Archevêché de Strasbourg.

## Architecture et mobilier

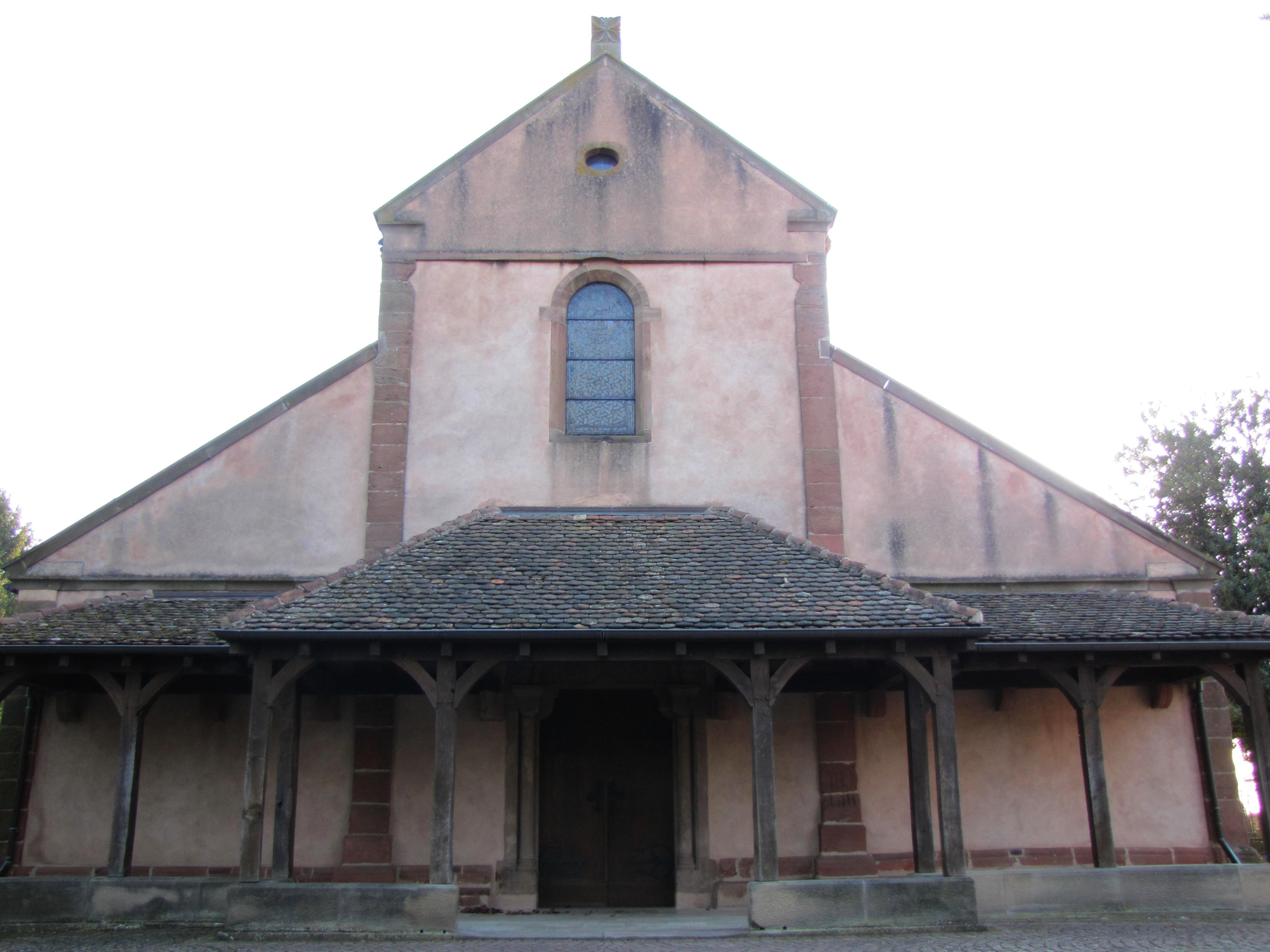
Façade occidenttale
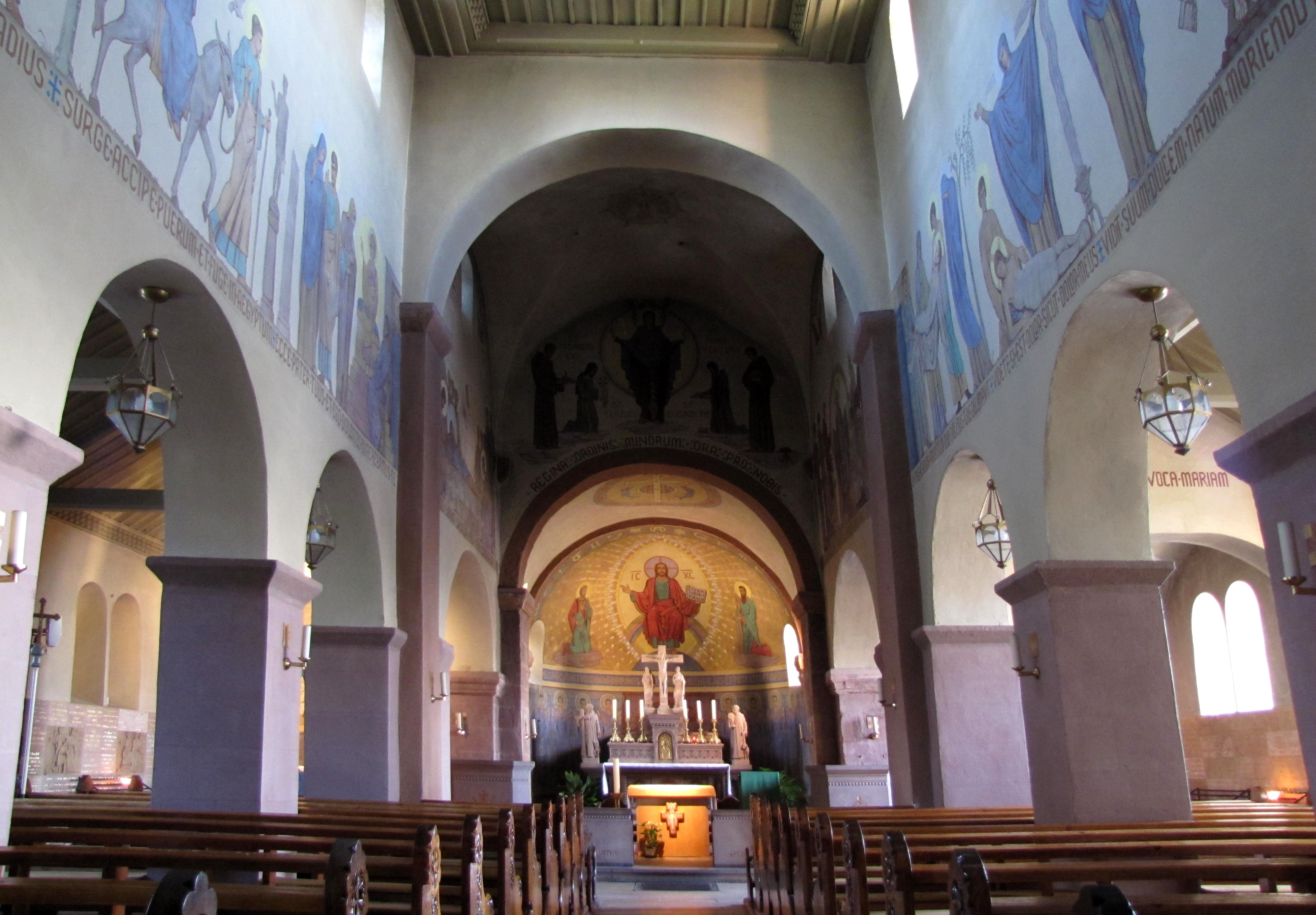
Vue a l'apside
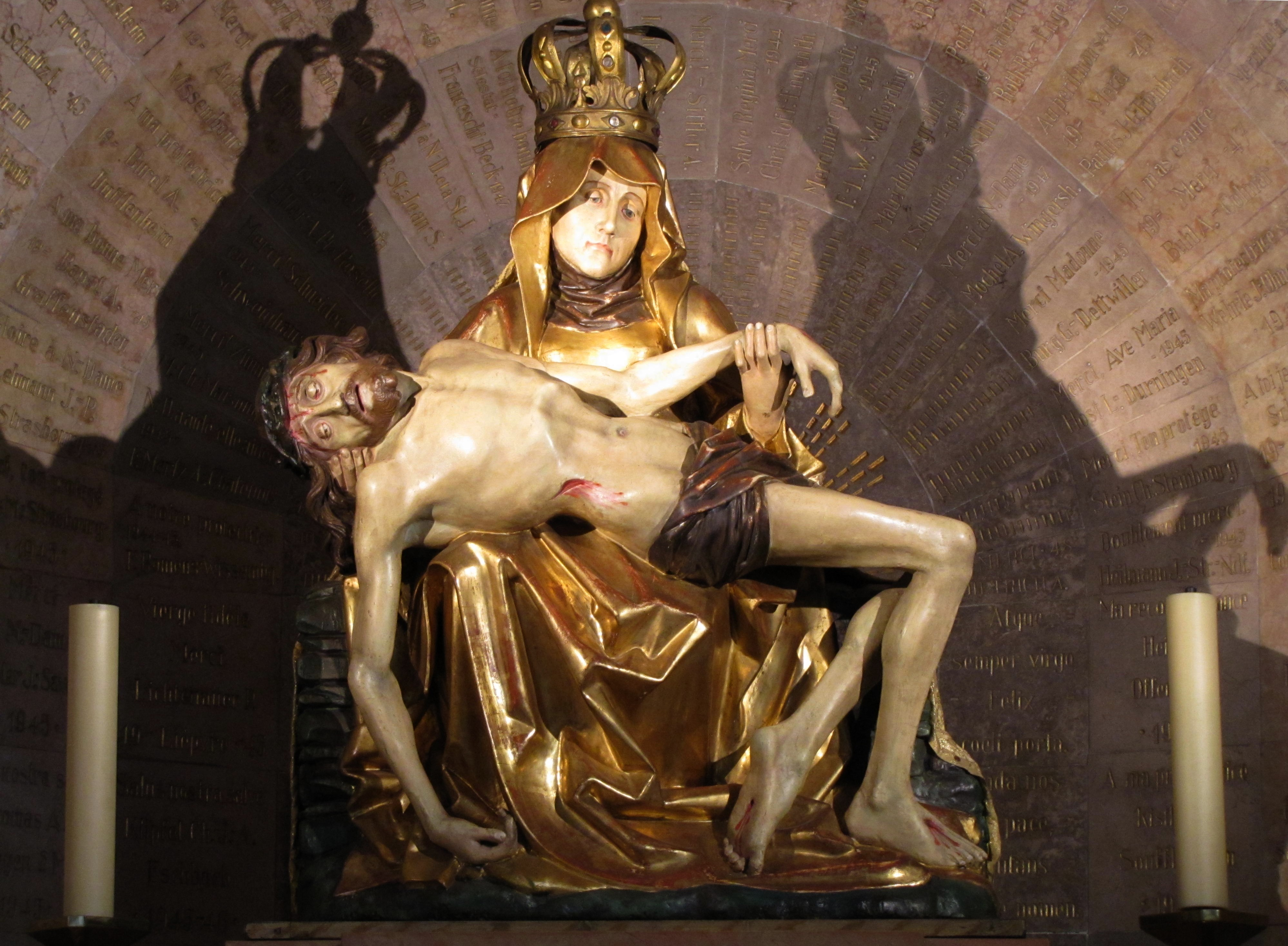
Piétà